# Erwin Casmir
Erwin Casmir (2 de dezembro de 1895 – 19 de abril de 1982) foi um esgrimista alemão, ganhador da medalha de prata e de bronze nos Jogos Olímpicos de Verão de 1928 e de 1936, respectivamente.